# Liste der Naturdenkmale im Amt Güstrow-Land
Die Liste der Naturdenkmale im Amt Güstrow-Land nennt die Naturdenkmale im Amt Güstrow-Land im Landkreis Rostock in Mecklenburg-Vorpommern.

## Glasewitz
| Bild | Nr. | Bezeichnung                                      | Standort                                | Beschreibung | Schutzzweck | Verordnung                              |
| ---- | --- | ------------------------------------------------ | --------------------------------------- | ------------ | ----------- | --------------------------------------- |
| BW   |     | 2 Eichen von ursprünglich 2 Kiefern und 2 Eichen | Kussow (53° 48′ 5,5″ N, 12° 18′ 7,4″ O) |              |             | Nr. 77 am 21.10.1938, VO vom 11.10.1938 |

## Groß Schwiesow
In diesem Ort sind keine Naturdenkmale bekannt.

## Gülzow-Prüzen
| Bild | Nr. | Bezeichnung                                                 | Standort                                                                                   | Beschreibung                | Schutzzweck | Verordnung                                                  |
| ---- | --- | ----------------------------------------------------------- | ------------------------------------------------------------------------------------------ | --------------------------- | ----------- | ----------------------------------------------------------- |
| BW   |     | als Lebensbaum festgesetzter Mammutbaum                     | Wilhelminenhof/Parum Kirchweg 6/8 (53° 48′ 40″ N, 12° 7′ 5,8″ O)                           |                             |             | Niederdeutscher Beobachter am 09.09.1942, VO vom 28.08.1942 |
| BW   |     | 2 Linden                                                    | Langensee vor dem Gutshaus (53° 48′ 31,2″ N, 12° 2′ 0,2″ O)                                |                             |             | Nr. 40 am 10.06.1938, VO vom 13.05.1937                     |
| BW   |     | 1 Eiche                                                     | Groß Upahl 100 m W vom Weg von Hägerfelde nach Groß Upahl (53° 44′ 1,5″ N, 12° 2′ 57,5″ O) |                             |             | Nr. 73 am 31.10.1939, VO vom 18.10.1939                     |
| BW   |     | 1 Eiche                                                     | Groß Upahl direkt an Weg von Hägerfelde nach Groß Upahl (53° 43′ 58,7″ N, 12° 3′ 3,2″ O)   |                             |             | Nr. 73 am 31.10.1939, VO vom 18.10.1939                     |
| BW   |     | 1 Eiche                                                     | Hägerfelde Flur zwischen Kapelle und Hägerfelder Ausbau (53° 44′ 57,1″ N, 12° 2′ 59,6″ O)  |                             |             | Nr. 40 am 10.06.1938, VO vom 13.05.1937                     |
| BW   |     | 1 Eiche                                                     | Hägerfelde 100m SÖ Hägerfelder Ausbau (53° 44′ 50,8″ N, 12° 3′ 21,7″ O)                    |                             |             | Nr. 40 am 10.06.1938, VO vom 13.05.1937                     |
| BW   |     | 1 Eiche                                                     | Hägerfelde am Weg von Hägerfelde nach Karcheez (53° 45′ 3″ N, 12° 3′ 35,2″ O)              |                             |             | Nr. 40 am 10.06.1938, VO vom 13.05.1937                     |
| BW   |     | 1. von 4 Eichen                                             | Hägerfelde (53° 45′ 9,5″ N, 12° 3′ 25,1″ O)                                                |                             |             | Nr. 40 am 10.06.1938, VO vom 13.05.1937                     |
| BW   |     | 3. von 4 Eichen                                             | Hägerfelde (53° 45′ 10,4″ N, 12° 3′ 16″ O)                                                 |                             |             | Nr. 40 am 10.06.1938, VO vom 13.05.1937                     |
| BW   |     | 4. von 4 Eichen                                             | Hägerfelde (53° 45′ 11,6″ N, 12° 3′ 19,5″ O)                                               |                             |             | Nr. 40 am 10.06.1938, VO vom 13.05.1937                     |
| BW   |     | 2. von 4 Eichen                                             | Hägerfelde (53° 45′ 12,9″ N, 12° 3′ 23,3″ O)                                               |                             |             | Nr. 40 am 10.06.1938, VO vom 13.05.1937                     |
| BW   |     | 1. von 8 der ursprünglich 13 Eichen                         | Mühlengeez Prüzener See (53° 45′ 42″ N, 12° 2′ 52,7″ O)                                    |                             |             | Niederdeutscher Beobachter am 09.06.1942, VO vom 29.05.1942 |
| BW   |     | 2. von 8 der ursprünglich 13 Eichen                         | Mühlengeez Prüzener See (53° 45′ 42,3″ N, 12° 2′ 53,5″ O)                                  |                             |             | Niederdeutscher Beobachter am 09.06.1942, VO vom 29.05.1942 |
| BW   |     | 3. von 8 der ursprünglich 13 Eichen                         | Mühlengeez Prüzener See (53° 45′ 42,6″ N, 12° 2′ 54,2″ O)                                  |                             |             | Niederdeutscher Beobachter am 09.06.1942, VO vom 29.05.1942 |
| BW   |     | 4. von 8 der ursprünglich 13 Eichen                         | Mühlengeez Prüzener See (53° 45′ 43,2″ N, 12° 2′ 59,1″ O)                                  |                             |             | Niederdeutscher Beobachter am 09.06.1942, VO vom 29.05.1942 |
| BW   |     | 5. von 8 der ursprünglich 13 Eichen                         | Mühlengeez Prüzener See (53° 45′ 43,5″ N, 12° 2′ 59,5″ O)                                  |                             |             | Niederdeutscher Beobachter am 09.06.1942, VO vom 29.05.1942 |
| BW   |     | 6. von 8 der ursprünglich 13 Eichen                         | Mühlengeez Prüzener See (53° 45′ 43,5″ N, 12° 3′ 0,5″ O)                                   |                             |             | Niederdeutscher Beobachter am 09.06.1942, VO vom 29.05.1942 |
| BW   |     | 7. von 8 der ursprünglich 13 Eichen                         | Mühlengeez Prüzener See (53° 45′ 43,6″ N, 12° 3′ 1,6″ O)                                   |                             |             | Niederdeutscher Beobachter am 09.06.1942, VO vom 29.05.1942 |
| BW   |     | 8. von 8 der ursprünglich 13 Eichen                         | Mühlengeez Prüzener See (53° 45′ 44,4″ N, 12° 3′ 1,4″ O)                                   |                             |             | Niederdeutscher Beobachter am 09.06.1942, VO vom 29.05.1942 |
| BW   |     | 1 Eiche                                                     | Prüzen westlich Dorfsee (53° 44′ 58,8″ N, 12° 2′ 11,8″ O)                                  |                             |             | Nr. 40 am 10.06.1938, VO vom 13.05.1937                     |
| BW   |     | 1 Eiche                                                     | Prüzen Bützower Straße (53° 45′ 24,6″ N, 12° 1′ 51,2″ O)                                   |                             |             | Nr. 40 am 10.06.1938, VO vom 13.05.1937                     |
| BW   |     | 1 Eiche                                                     | Prüzen Flur SÖ Kapelle (53° 44′ 55,4″ N, 12° 2′ 48″ O)                                     |                             |             | Nr. 40 am 10.06.1938, VO vom 13.05.1937                     |
| BW   |     | 3 Buchen                                                    | Tieplitz (53° 43′ 5,8″ N, 12° 0′ 31,6″ O)                                                  | im Upahler und Lenzener See |             | Nr. 4 am 17.01.1939, VO vom 05.01.1939                      |
| BW   |     | 1. von 2 Eichen                                             | Tieplitz (53° 43′ 22″ N, 12° 0′ 20,9″ O)                                                   |                             |             | Nr. 73 am 31.10.1939, VO vom 18.10.1939                     |
| BW   |     | 2. von 2 Eichen                                             | Tieplitz (53° 43′ 22,1″ N, 12° 0′ 24,4″ O)                                                 |                             |             | Nr. 73 am 31.10.1939, VO vom 18.10.1939                     |
| BW   |     | 2. von 3 Hügelgräbern- der Baumbestand auf den Hügelgräbern | Tieplitz (53° 43′ 41,1″ N, 12° 0′ 53,4″ O)                                                 |                             |             | Nr. 73 am 31.10.1939, VO vom 18.10.1939                     |
| BW   |     | 3. von 3 Hügelgräbern- der Baumbestand auf den Hügelgräbern | Tieplitz (53° 43′ 42,4″ N, 12° 1′ 0,1″ O)                                                  |                             |             | Nr. 73 am 31.10.1939, VO vom 18.10.1939                     |
| BW   |     | 1. von 3 Hügelgräbern- der Baumbestand auf den Hügelgräbern | Tieplitz (53° 43′ 44,2″ N, 12° 0′ 58″ O)                                                   |                             |             | Nr. 73 am 31.10.1939, VO vom 18.10.1939                     |
| BW   |     | 3 Eichen "Das Hügelgrab"                                    | Tieplitz (53° 43′ 48,7″ N, 11° 59′ 24,5″ O)                                                |                             |             | Nr. 40 am 10.06.1938, VO vom 13.05.1937                     |
| BW   |     | 1 Eiche                                                     | Tieplitz Feldflur südwestlich (53° 43′ 53″ N, 11° 59′ 39,6″ O)                             |                             |             | Nr. 40 am 10.06.1938, VO vom 13.05.1937                     |
| BW   |     | Eiche                                                       | Tieplitz Alte Dorfstraße 18 (53° 44′ 15,3″ N, 12° 0′ 17,6″ O)                              |                             |             | Nr. 40 am 10.06.1938, VO vom 13.05.1937                     |

## Gutow
In diesem Ort sind keine Naturdenkmale bekannt.

## Klein Upahl
| Bild | Nr. | Bezeichnung               | Standort                                          | Beschreibung     | Schutzzweck | Verordnung |
| ---- | --- | ------------------------- | ------------------------------------------------- | ---------------- | ----------- | --- |
| BW   |     | 4 Findlinge "Fürstengrab" | Garden Lähnwitz (53° 42′ 10,8″ N, 12° 1′ 58,1″ O) |                  |             | Nr. 4 am 17.01.1939, VO vom 05.01.1939                                                                                       |
| BW   |     | Findling "Lützowstein"    | Garden Lähnwitz (53° 42′ 26,1″ N, 12° 1′ 51,2″ O) | Geotop Nr. 25002 |             | Nr. 4 am 17.01.1939, VO vom 05.01.1939                                                                                       |
| BW   |     | Findling "Schwedengrab"   | Garden Lähnwitz (53° 42′ 24,8″ N, 12° 3′ 32,1″ O) |                  |             | Nr. 4 am 17.01.1939, VO vom 05.01.1939                                                                                       |
| BW   |     | 1 Eiche                   | Klein Upahl (53° 42′ 10,5″ N, 12° 3′ 55,3″ O)     |                  |             | Beschluss Nr. 65 des Rates des Kreises Güstrow, 10.06.1987                                                                   |
| BW   |     | fnd_gue_035               | (53° 42′ 23,3″ N, 12° 3′ 23,6″ O)                 | Fläche 5,40 ha   |             | 1987, Beschluss des Kreistages Güstrow Nr. 15 vom 23.10.1990 über die endgültige Unterschutzstellung als Flächennaturdenkmal |

## Kuhs
In diesem Ort sind keine Naturdenkmale bekannt.

## Lohmen
| Bild | Nr. | Bezeichnung | Standort                          | Beschreibung   | Schutzzweck | Verordnung |
| ---- | --- | ----------- | --------------------------------- | -------------- | ----------- | --- |
| BW   |     | fnd_gue_036 | (53° 41′ 39,7″ N, 12° 5′ 55,1″ O) | Fläche 2,00 ha |             | 1987, Beschluss des Kreistages Güstrow Nr. 15 vom 23.10.1990 über die endgültige Unterschutzstellung als Flächennaturdenkmal |
| BW   |     | fnd_gue_041 | (53° 38′ 48,2″ N, 12° 6′ 41,2″ O) | Fläche 3,00 ha |             | 1987, Beschluss des Kreistages Güstrow Nr. 15 vom 23.10.1990 über die endgültige Unterschutzstellung als Flächennaturdenkmal |

## Lüssow
| Bild | Nr. | Bezeichnung | Standort                                                                 | Beschreibung   | Schutzzweck | Verordnung                                                       |
| ---- | --- | ----------- | ------------------------------------------------------------------------ | -------------- | ----------- | ---------------------------------------------------------------- |
| BW   |     | Eiche       | Lüssow Schwiesower Straße, w. Mühlbach (53° 50′ 15,1″ N, 12° 8′ 44,8″ O) |                |             | eingetragen im Naturdenkmalbuch am 31.07.1937, VO vom 18.11.1932 |
| BW   |     | Eiche       | Lüssow Feldmark, östlich (53° 50′ 9,5″ N, 12° 9′ 7″ O)                   | noch vorhanden |             | Nr. 58 am 17.08.1937, VO vom 16.08.1937                          |
| BW   |     | 1 Eiche     | Lüssow ö. Mühlbach (S) (53° 50′ 15,5″ N, 12° 8′ 47,1″ O)                 | STU 4,35       |             | Beschluss Nr. 65 des Rates des Kreises Güstrow, 10.06.1987       |
| BW   |     | 1 Eiche     | Lüssow ö. Mühlbach (M) (53° 50′ 16,4″ N, 12° 8′ 47,5″ O)                 |                |             | Beschluss Nr. 65 des Rates des Kreises Güstrow, 10.06.1987       |
| BW   |     | 1 Eiche     | Lüssow ö. Mühlbach (N) (53° 50′ 17″ N, 12° 8′ 49,1″ O)                   |                |             | Beschluss Nr. 65 des Rates des Kreises Güstrow, 10.06.1987       |

## Mistorf
In diesem Ort sind keine Naturdenkmale bekannt.

## Mühl Rosin
| Bild | Nr. | Bezeichnung     | Standort                                              | Beschreibung                     | Schutzzweck | Verordnung                                                       |
| ---- | --- | --------------- | ----------------------------------------------------- | -------------------------------- | ----------- | ---------------------------------------------------------------- |
| BW   |     | 1 Linde         | Kirch-Rosin Kirche (53° 45′ 0,3″ N, 12° 13′ 44″ O)    | verseilt 1997; neu verseilt 2012 |             | eingetragen im Naturdenkmalbuch am 31.07.1937, VO vom 31.07.1937 |
| BW   |     | Eiche           | Kirch-Rosin (53° 43′ 34,1″ N, 12° 12′ 23,9″ O)        |                                  |             | Nr. 20 vom 06.05.1941, VO vom 21.04.1941                         |
| BW   |     | Eiche           | Kirch-Rosin (53° 43′ 30,4″ N, 12° 13′ 59,6″ O)        |                                  |             | Nr. 35 am 29.06.1943, VO vom 24.06.1943                          |
| BW   |     | 1. von 5 Eichen | Mühl Rosin Waldhof (53° 45′ 40,1″ N, 12° 13′ 0,7″ O)  |                                  |             | Nr. 73 am 31.10.1939, VO vom 18.10.1939                          |
| BW   |     | 2. von 5 Eichen | Mühl Rosin Waldhof (53° 45′ 37,1″ N, 12° 12′ 59,3″ O) |                                  |             | Nr. 73 am 31.10.1939, VO vom 18.10.1939                          |
| BW   |     | 3. von 5 Eichen | Mühl Rosin Waldhof (53° 45′ 36,5″ N, 12° 12′ 59″ O)   |                                  |             | Nr. 73 am 31.10.1939, VO vom 18.10.1939                          |
| BW   |     | 4. von 5 Eichen | Mühl Rosin Waldhof (53° 45′ 35,7″ N, 12° 12′ 59″ O)   |                                  |             | Nr. 73 am 31.10.1939, VO vom 18.10.1939                          |

## Plaaz
| Bild | Nr. | Bezeichnung            | Standort                                           | Beschreibung                  | Schutzzweck | Verordnung |
| ---- | --- | ---------------------- | -------------------------------------------------- | ----------------------------- | ----------- | --- |
| BW   |     | 2 von ehemals 3 Linden | Recknitz Friedhof (53° 51′ 44″ N, 12° 17′ 50,4″ O) | Stammumfang 445 cm und 670 cm |             | Nr. 35 am 29.06.1943, VO vom 24.06.1943                                                                                      |
| BW   |     | Hünengrab              | Wendorf/Plaaz (53° 51′ 8,1″ N, 12° 21′ 11,1″ O)    |                               |             | Nr. 4 am 17.01.1939, VO vom 05.01.1939                                                                                       |
| BW   |     | fnd_gue_011            | (53° 48′ 36,1″ N, 12° 20′ 7,1″ O)                  | Fläche 4,18 ha                |             | 1984, Beschluss des Kreistages Güstrow Nr. 15 vom 23.10.1990 über die endgültige Unterschutzstellung als Flächennaturdenkmal |

## Reimershagen
| Bild | Nr.         | Bezeichnung                           | Standort                                                                      | Beschreibung   | Schutzzweck | Verordnung |
| ---- | ----------- | ------------------------------------- | ----------------------------------------------------------------------------- | -------------- | ----------- | --- |
| BW   |             | Buche                                 | Suckwitz (53° 39′ 47,2″ N, 12° 8′ 49,1″ O)                                    |                |             | Nr. 9 vom 27.02.1942, VO vom 14.02.1942                                                                                      |
| BW   |             | 1 Eiche                               | Groß Tessin/Reimershagen Groß Tessin 30 (53° 40′ 47,9″ N, 12° 13′ 48,7″ O)    |                |             | Beschluss Nr. 65 des Rates des Kreises Güstrow, 10.06.1987                                                                   |
| BW   |             | 1 Eiche                               | Groß Tessin/Reimershagen Feldflur, östlich (53° 40′ 48,1″ N, 12° 14′ 33,1″ O) |                |             | Beschluss Nr. 65 des Rates des Kreises Güstrow, 10.06.1987                                                                   |
| BW   | fnd_gue_019 | Erlen-Eschen-Bruch am Brummelvitz-See | (53° 38′ 59,5″ N, 12° 8′ 8,1″ O)                                              | Fläche 2,00 ha |             | 1984, Beschluss des Kreistages Güstrow Nr. 15 vom 23.10.1990 über die endgültige Unterschutzstellung als Flächennaturdenkmal |
| BW   | fnd_gue_021 | Lange Moor                            | Reimershagen und Krakow am See (53° 40′ 41,8″ N, 12° 11′ 53,5″ O)             | Fläche 4,00 ha |             | 1984, Beschluss des Kreistages Güstrow Nr. 15 vom 23.10.1990 über die endgültige Unterschutzstellung als Flächennaturdenkmal |
| BW   | fnd_gue_022 | Spukmoor                              | (53° 40′ 6,4″ N, 12° 12′ 5,8″ O)                                              | Fläche 2,00 ha |             | 1984, Beschluss des Kreistages Güstrow Nr. 15 vom 23.10.1990 über die endgültige Unterschutzstellung als Flächennaturdenkmal |
| BW   | fnd_gue_037 | Breite Moor                           | Reimershagen und Krakow am See (53° 41′ 3,7″ N, 12° 13′ 51,9″ O)              | Fläche 3,00 ha |             | 1987, Beschluss des Kreistages Güstrow Nr. 15 vom 23.10.1990 über die endgültige Unterschutzstellung als Flächennaturdenkmal |
| BW   | fnd_gue_038 | Scheide Moor                          | Reimershagen (53° 41′ 10,2″ N, 12° 14′ 52,1″ O)                               | Fläche 3,00 ha |             | 1987, Beschluss des Kreistages Güstrow Nr. 15 vom 23.10.1990 über die endgültige Unterschutzstellung als Flächennaturdenkmal |

## Sarmstorf
In diesem Ort sind keine Naturdenkmale bekannt.

## Zehna
| Bild | Nr. | Bezeichnung | Standort                                                             | Beschreibung  | Schutzzweck | Verordnung                                                 |
| ---- | --- | ----------- | -------------------------------------------------------------------- | ------------- | ----------- | ---------------------------------------------------------- |
| BW   |     | 1 Eiche     | Braunsberg/Zehna (53° 43′ 36,3″ N, 12° 8′ 50,1″ O)                   |               |             | Beschluss Nr. 65 des Rates des Kreises Güstrow, 10.06.1987 |
| BW   |     | Eiche       | Groß Breesen östlich Breesensee (N) (53° 41′ 4,3″ N, 12° 7′ 56,6″ O) |               |             | Beschluss Nr. 65 des Rates des Kreises Güstrow, 10.06.1987 |
| BW   |     | Eiche       | Groß Breesen östlich Breesensee (O) (53° 41′ 3,8″ N, 12° 7′ 59,9″ O) | mit ND-Schild |             | Beschluss Nr. 65 des Rates des Kreises Güstrow, 10.06.1987 |
| BW   |     | Eiche       | Groß Breesen östlich Breesensee (S) (53° 41′ 2,9″ N, 12° 7′ 56,5″ O) | mit ND-Schild |             | Beschluss Nr. 65 des Rates des Kreises Güstrow, 10.06.1987 |
| BW   |     | Eiche       | Klein Breesen/Zehna (53° 41′ 19,8″ N, 12° 8′ 10,3″ O)                |               |             | Beschluss Nr. 65 des Rates des Kreises Güstrow, 10.06.1987 |
| BW   |     | 1 Eiche     | Zehna Kirche (53° 42′ 47,5″ N, 12° 8′ 1,3″ O)                        |               |             | Nr. 35 am 29.06.1943, VO vom 24.06.1943                    |
| BW   |     | 1 Eiche     | Zehna Neuhofer Str. 7 (53° 42′ 41,1″ N, 12° 7′ 59,2″ O)              |               |             | Nr. 35 am 29.06.1943, VO vom 24.06.1943                    |
| BW   |     | 1 Eiche     | Zehna Ganschower Straße (53° 43′ 29,5″ N, 12° 7′ 24,9″ O)            |               |             | Beschluss Nr. 65 des Rates des Kreises Güstrow, 10.06.1987 |